# Wisit Sasanatieng
Wisit Sasanatieng (thaï : วิศิษฏ์ ศาสนเที่ยง) est un réalisateur et scénariste thaïlandais, né le 25 avril 1964 à Bangkok. Il travaille souvent avec son épouse, Siriphan Techajindawong (dite Koynuch).
Il est un des réalisateurs de la nouvelle vague du cinéma thaïlandais qui surgit en 1997 (dont fait aussi partie Apichatpong Weerasethakul, Nonzee Nimibutr, Songyos Sugmakanan et Pen-ek Ratanaruang…).

## Biographie

### Jeunesse et formation
Wisit Sasanatieng naît le 25 avril 1964 à Bangkok.
À la fin des années 1980, il obtient un diplôme de la plus prestigieuse école des Beaux-arts de Bangkok, l'université de Silpakorn — comme son camarade de classe Nonzee Nimibutr, en 1987.
Il commence à travailler à la Film Factory avec son collègue Pen-ek Ratanaruang. Il réalise des spots publicitaires novateurs remarqués et se spécialise dans l'étalonnage et les couleurs (coloriste).

### Carrière

#### En tant que scénariste
En 1997, le cinéma thaïlandais est moribond. C'est pourquoi Nonzee Nimibutr saisit l'occasion de se lancer dans le cinéma pour le renouveler. Il demande à Wisit Sasanatieng de lui écrire le scénario de son premier film Dang Bireley's and Young Gangsters (1997). Ce dernier accepte. Le film recueille un immense succès. Puis Nonzee Nimibutr lui demande encore de lui écrire le scénario de son second film Nang Nak (1999). Il accepte de nouveau. Le film est, à l'époque, le plus grand succès de toute l'histoire du film thaïlandais.

#### En tant que réalisateur
À partir des années 2000, Wisit Sasanatieng devient réalisateur. Ses deux premiers films, le western Les Larmes du tigre noir, (2000) présenté au Festival de Cannes, en 2001, dans la section « Un certain regard » et la comédie écologique et romantique Citizen Dog (2003), sont remarquables pour leur humour et les couleurs vives.
Ensuite il réalise le film d'horreur The Unseeable (2006) ; puis un film de super-héros, hommage aux films d'aventure d'antan avec le justicier masqué Red Eagle (2010), un justicier longtemps incarné par Mitr Chaibancha, célèbre acteur en Thaïlande.
Dans les années 2010, il tourne des films d'horreur dont le public adolescent thaïlandais est particulièrement friand : Senior (2015) et Reside (2018),.

## Filmographie

### En tant que réalisateur
- 2000 : Les Larmes du tigre noir (ฟ้าทะลายโจร)
- 2003 : Citizen Dog (หมานคร)
- 2006 : The Unseeable (เปนชู้กับผี)
- 2009 : Sawasdee Bangkok (สวัสดีบางกอก)
- 2010 : Red Eagle (อินทรีแดง)
- 2010 : Kamelia (segment Iron Pussy)
- 2015 : Senior (รุ่นพี่)
- 2018 : 10 ans en Thaïlande (เท็นเยียส์ไทยแลนด์) (segment Catopia)
- 2018 : Reside (สิงสู่)
- 2021 : The Whole Truth (ปริศนารูหลอน)
- 2023 : The Murderer (เมอร์เด้อเหรอ ฆาตกรรมอิหยังวะ)[13],[14]

### En tant que scénariste
- 1991 : Mah (มาห์) de Lertrit Jansanjai
- 1997 : Dang Bireley's and Young Gangsters (2499 อันธพาล ครองเมือง) de Nonzee Nimibutr
- 1999 : Nang Nak (นางนาก) de Nonzee Nimibutr
- 2000 : Les Larmes du tigre noir (ฟ้าทะลายโจร) de lui-même
- 2003 : Citizen Dog (หมานคร) de lui-même
- 2009 : Sawasdee Bangkok (สวัสดีบางกอก) de lui-même
- 2009 : Slice (เฉือน) de Kongkiat Khomsiri
- 2010 : Red Eagle (อินทรีแดง) de lui-même
- 2015 : Senior (รุ่นพี่) de lui-même
- 2018 : Krut: The Himmaphan Warriors (ครุฑ มหายุทธ หิมพานต์) de Chaiporn Panichrutiwong
- 2018 : Reside (สิงสู่) de lui-même
- 2021 : Deep de Sita Likitvanichkul, Jetarin Ratanaserikiat, Apirak Samudkidpisan, Thanabodee Uawithya	et Adirek Wattaleela

## Distinctions

### Récompenses
- Festival international du film de Vancouver 2000 : Dragons and Tigers Award pour Les Larmes du tigre noir
- Festival du film asiatique de Deauville 2006 : prix de la critique internationale pour Citizen Dog[15].

### Nominations et sélections
- Festival de Cannes 2001 : sélection Un certain regard pour Les Larmes du tigre noir